# Бардина, Анастасия Владимировна
Анастасия (Станислава) Владимировна Ба́рдина (род. 14 февраля 1962, Москва) — советская и российская гитаристка, лауреат Всероссийского и Международного конкурсов, преподаватель отдела «народные инструменты» Государственного музыкального училища имени Гнесиных.
Анастасия Бардина в одинаковой степени профессионально владеет шести- и семиструнной гитарой, а также гитарой ГРАН (Гитара Русская Акустическая Новая).
Во время исполнения использует один инструмент, изменяет строй гитары с шести- на семиструнную и наоборот.

## Биография
Родилась Анастатия Бардина 14 февраля 1962 года в городе Москве. Обучение игре на гитаре начала в 5 лет, под руководством своей бабушки Людмилы Александровны Добиаш.
В возрасте 6 лет, в порядке исключения, была принята в ДМШ № 10 им. Бетховена по классу семиструнной гитары (преподаватель Лев Александрович Менро). После окончания музыкальной школы продолжила обучение в музыкальном училище им. Гнесиных (1977—1981) у того же преподавателя.
С 1980 года, одновременно с продолжением обучения, преподаёт в музыкальной школе, а с 1986 года — в училище имени Гнесиных.
В 1986 году стала лауреатом III Всероссийского конкурса исполнителей на народных инструментах в Туле, а в 1988 году — международного конкурса в Тыхе (Польша).
В 1989 году окончила Академию музыки им. Гнесиных — преподаватель А. К. Фраучи, под руководством которого освоила шестиструнную гитару.

## Концертная деятельность
Анастасия Бардина выступает на телевидении, радио, в концертных залах страны и за рубежом (Австрия, Венгрия, Израиль, Польша, Чехия, Латвия, Беларусь, Украина, Китай, Монголия, Кыргызстан, Эстония).
С 1986 года выступает с сольными концертами в Москве, гастролирует по России, СССР, странам ближнего и дальнего зарубежья.
Принимает участие в российских и международных гитарных фестивалях и конкурсах, как участник и как член жюри.
Начиная с 2001 года часто выступает дуэтом с одним из своих талантливых учеников Дмитрием Колтаковым, с которым в 2004 году записала диск «Анастасия Бардина и Дмитрий Колтаков (классическая гитара)». Яркий гитарный ансамбль пользуется успехом не только в России, но и в Беларуси, Эстонии, Сербии.